# Epidemia ospy w Aralsku
Epidemia ospy w Aralsku – epidemia ospy prawdziwej w Aralsku w 1971 roku.

## Historia
W 1948 wybudowano na Wyspie Odrodzenia tajne laboratorium testowania broni biologicznej Aralsk-7. W 1971 ośrodek Aralsk-7 testował śmiercionośnego wirusa czarnej ospy (ospy prawdziwej).
W lipcu 1971 roku statek badawczy Lew Berg należący do Instytutu Rybołówstwa (Institut rybnogo chozjajstwa) w mgle podpłynął na około 15 km w okolice wyspy łamiąc tym samym zakaz zbliżania się na odległość mniejszą niż 40 km. W sierpniu, już po opuszczeniu statku zachorowała młoda kobieta, która pełniła funkcję asystentki laboratoryjnej. Jej zadaniem było pobieranie dwa razy podczas dnia próbki planktonu. Miała wysoką temperaturę i lekarz zapisał jej antybiotyki. Pomimo pojawienia się wysypki nie zdiagnozował ospy. Pacjentka była szczepiona przeciwko ospie. Po wyzdrowieniu wyjechała w okolice Alama-Aty, gdzie wyszła za mąż. 27 sierpnia zachorował jej młodszy, 9 letni brat, który oprócz gorączki miał wysypkę. Pediatra uznał ją za reakcję alergologiczną. Po dwóch tygodniach leczenia tetracykliną i aspiryną pacjent został uznany za zdrowego. 13 września poszedł do szkoły. W ciągu trzech tygodni zachorowało jeszcze 8 osób, w tym 2 dzieci. Walcząc z epidemią w 2 tygodnie zaszczepiono 50 000 osób. Osoby nie zaszczepione przeciwko ospie zmarły: dzieci i 1 osoba dorosła (była to nauczycielka, która odwiedziła 9-latka). 
Przez Aralsk przebiegała krajowa linia kolejowa, która łączyła z Moskwą i europejską częścią ZSRR z południowymi regionami Kazachstanu, w tym stolicą Ałma-Atą, a także wszystkimi republikami Azji Środkowej. Piotr Burgasow pełniący funkcję wiceministra zdrowia ZSRR uzyskał zgodę na wprowadzenie zakazu zatrzymywania się pociągów w Aralsku. Do miasta przyjechali epidemiolodzy z całego ZSRR. Aralsk został otoczony gęstym pierścieniem, tak aby żaden z mieszkańców nie mógł się z niego wydostać. Początkowo kordon stworzyli żołnierze z części miejscowego garnizonu, a potem przerzucono im do pomocy żołnierzy z innych regionów ZSRR. Na morzu dostępu do Aralska broniły okręty wojenne. Dodatkowo żołnierze pomagali milicji w izolacji osób, które miały kontakt z zakażonymi. Władzom sowieckim udało się wówczas ukryć epidemię przed światem, ponieważ urzędnicy nie zgłosili jej do Światowej Organizacji Zdrowia.
W książce Mify o boleznjach (Mity o chorobach) Sergej Bubnowskij i Igor Prokopenko (dziennikarz) postawili tezę, że powodem wybuchu epidemii ospy w Aralsku był wiatr, który zwiał w stronę Aralska chmurę preparatu ospy. Powstała ona po zdetonowaniu nad Wyspą Odrodzenia małej bomby o wadze 400 gramów.